# Dacia Nova
 (décembre 2021).
Si vous disposez d'ouvrages ou d'articles de référence ou si vous connaissez des sites web de qualité traitant du thème abordé ici, merci de compléter l'article en donnant les références utiles à sa vérifiabilité et en les liant à la section « Notes et références ».
La Dacia Nova est une berline compacte fabriquée par le constructeur roumain Dacia entre 1995 et 2000. La Nova est le premier modèle de la marque à se démarquer réellement du style Renault, si on excepte la confidentielle 500 Lăstun de 1986.

## Histoire
Au tout début des années 1990, alors que la Roumanie commence à s’ouvrir aux constructeurs « de l’Ouest », les dirigeants de Dacia comprennent que leur modèle-phare, la 1310 (dérivée de la Renault 12), ne pourra faire face à cette nouvelle concurrence. Il est alors décidé de mettre en œuvre le projet d’une berline compacte à traction avant, qui se démarque enfin de l’influence de Renault. Nous sommes en 1990, et la voiture se fera encore attendre cinq ans…
En 1995, la nouvelle Dacia Nova « type 523 » est enfin présentée.
Extérieurement un peu datée (la faute à une trop longue gestation), cette berline cinq portes n’est pas plus moderne lorsqu’on soulève son capot : c’est en effet le vieux 1600 de 72 ch issu de la 1310 qui est de service. Malgré son air de Peugeot 309 (avec laquelle elle ne partage pourtant rien), la nouvelle Dacia est la première voiture intégralement roumaine.
Dès 1996, la gamme est complétée par une « type 524 », dont la partie arrière rappelle davantage une berline trois volumes. Elle aura beaucoup plus de succès que le modèle originel, qui est d’ailleurs retiré du catalogue en 1998. Cette même année, la gamme est enrichie d’une version GTi recevant un système d’injection électronique Bosch.
Renault, qui rachète Dacia en 1999, pousse la Nova vers la sortie : la voiture termine sa carrière en 2000, après seulement 38 063 exemplaires produits. Elle sera remplacée par la SupeRNova, pratiquement identique à l’extérieur, mais équipée de mécaniques Renault.
La Nova n’a pratiquement pas été exportée, hormis dans certains pays voisins de la Roumanie, comme la Pologne ou la Hongrie.
Sur son marché intérieur, elle n’a jamais réussi à se substituer à la 1310, certes plus rustique mais aussi plus abordable, et qui accaparait encore 60 % du marché roumain à la fin des années 1990. En 1998 et 2000, la Nova se classe 2e du marché roumain derrière sa grande sœur, et se contente de la 3e place en 1999, juste derrière la Daewoo Tico.

## Galerie

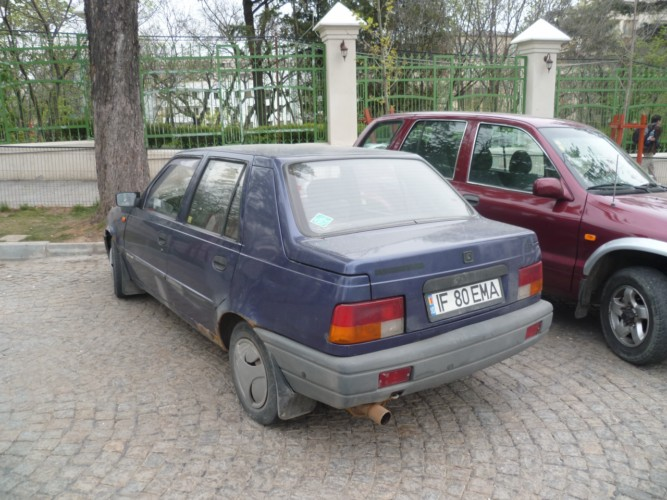
Dacia Nova 524.
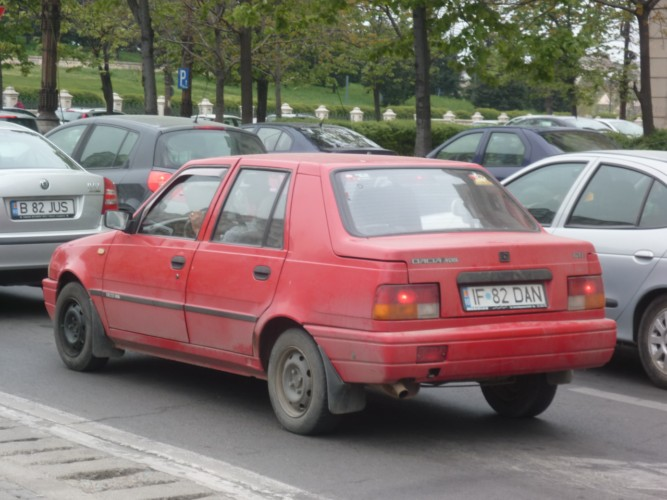
Dacia Nova 524.

## Sources
- Bernard Vermeylen, Voitures des pays de l'Est, Boulogne-Billancourt, ETAI, 2008, 239 p. (ISBN 9782726888087, OCLC 470767381)
- www.bestsellingcars.com